# Eusymmerus pseudoculata
Eusymmerus pseudoculata is een pissebed uit de familie Idoteidae. De wetenschappelijke naam van de soort is voor het eerst geldig gepubliceerd in 1923 door Boone.